# Ustroń (gromada)
Ustroń – dawna gromada, czyli najmniejsza jednostka podziału terytorialnego Polskiej Rzeczypospolitej Ludowej w latach 1954–1972.
Gromady, z gromadzkimi radami narodowymi (GRN) jako organami władzy najniższego stopnia na wsi, funkcjonowały od reformy reorganizującej administrację wiejską przeprowadzonej jesienią 1954 do momentu ich zniesienia z dniem 1 stycznia 1973, tym samym wypierając organizację gminną w latach 1954–1972.
Gromadę Ustroń z siedzibą GRN w Ustroniu (wówczas wsi) utworzono – jako jedną z 8759 gromad na obszarze Polski – w powiecie cieszyńskim w woj. stalinogrodzkim, na mocy uchwały nr 16/54 WRN w Stalinogrodzie z dnia 5 października 1954. W skład jednostki weszły obszary dotychczasowych gromad Hermanice i Ustroń ze zniesionej gminy Ustroń w tymże powiecie. 
13 listopada 1954, po pięciu tygodniach, gromadę Ustroń zniesiono w związku z nadaniem jej statusu osiedla, dla którego ustalono 27 członków osiedlowej rady narodowej (31 grudnia 1956 osiedle Ustroń otrzymało status miasta).